# Benigno Aquino Jr.
Benigno Simeón Aquino Jr., detto Ninoy (Concepcion, 27 novembre 1932 – Manila, 21 agosto 1983), è stato un politico, attivista e giornalista filippino, marito dell'undicesimo Presidente delle Filippine, Corazon Aquino e padre del quindicesimo Presidente, Benigno Aquino III.
Fu governatore della provincia di Tarlac ed in seguito Senatore, nonché nota figura dell'opposizione nei confronti del governo di Ferdinand Marcos, assieme ad altri esponenti del Partito Liberale come Gerry Roxas e Jovito Salonga. Poco dopo l'imposizione della legge marziale, nel 1972 fu arrestato dal governo filippino assieme ad altri attivisti, accusato di istigazione alla violenza, omicidio e possesso illegale di armi. Durante questo periodo fu infatti sospettato di aver collaborato con il Partito Comunista delle Filippine, fondato da Jose Maria Sison, e con il suo braccio armato, il Nuovo Esercito Popolare, entrambi autori di numerosi e ripetuti attentati agli inizi degli anni settanta.
In seguito ad una detenzione di sette anni e ad un infarto, nel 1980 ottenne il permesso di potersi curare negli Stati Uniti da parte del governo Marcos, da cui ricevette inoltre sostegno finanziario per le sue cure mediche. Nei primi anni ottanta le sue ambizioni presidenziali divennero centro di discussioni ed egli fu accusato di aver ideato un piano con il governo della Malaysia per rimuovere Ferdinand Marcos dalla presidenza, in cambio della rinuncia della disputa filippina sul territorio di Sabah.
Fu assassinato nel 1983 all'aeroporto Internazionale di Manila (ora intitolato Ninoy Aquino International Airport in suo onore) mentre sbarcava dall'aereo che lo riportava in patria dagli Stati Uniti alla fine del suo esilio. I suoi uccisori non furono mai individuati e la sua morte è ancora oggi misteriosa. Secondo diverse voci venne ucciso da agenti militari, mentre altre accusarono invece Danding Cojuangco per via del loro dissidio e di ambizioni politiche, mentre una minima parte indicò come mandante Ferdinand Marcos a causa del notevole seguito che Aquino aveva tra le varie frange dell'opposizione politica.
La sua vedova Corazon Aquino succedette a Marcos nel 1986 come Presidente delle Filippine, in seguito alla rivoluzione del Rosario. Dal 2004, l'anniversario della sua morte è giorno di festa nazionale e ha preso il nome di Ninoy Aquino Day. È sepolto, insieme alla moglie, al Manila Memorial Park Sucat.

## Biografia

### Origini
Benigno Simeón Aquino Jr. nacque a Concepcion, Tarlac, da una ricca famiglia di hacienderos (ricchi proprietari di terre). Suo nonno, Servillano Aquino, fu generale nell'armata rivoluzionaria di Emilio Aguinaldo, mentre il padre, Benigno Aquino Sr. (1894-1947), fu un ufficiale dell'esercito filippino (controllato dal governo giapponese) sotto il comando di José P. Laurel. Sua madre, Aurora Aquino, era cugina di terzo grado di suo padre. Benigno Sr. morì quando Ninoy era ancora un ragazzo e mentre circolava voce che stesse collaborando con i giapponesi durante la loro occupazione.
Ninoy frequentò scuole private di prestigio, come il St. Joseph's College, l'Ateneo de Manila e il De La Salle. Finì le scuole medie al San Beda College, per proseguire all'Ateneo de Manila per ottenere un bachelor nelle arti, ma interruppe i suoi studi.

### Il matrimonio e i figli
L'11 ottobre 1954 sposò a Pasay la proprietaria terriera Corazon Sumulong Cojuangco, quest'ultima di etnia sinofilippina. Ebbero cinque figli, quattro femmine ed un maschio:
- Maria Elena (detta Ballsy, n. 18 agosto 1955), sposata con Eldon Cruz e con il quale ha due figli: Justin Benigno ed Eldon Jr.
- Aurora Corazon (detta Pinky, n. 27 dicembre 1957), sposata con Manuel Abellada e con il quale ha due figli: Miguel e Nina
- Benigno Simeon III (detto Noynoy, n. 8 febbraio 1960), 15º Presidente delle Filippine
- Victoria Elisa (detta Viel, n. 27 ottobre 1961), sposata con Joseph Dee e con il quale ha due figli: Francis e Jacinta Patricia
- Kristina Bernadette (detta Kris, n. 14 febbraio 1971), precedentemente legata all'attore Philip Salvador, con il quale ha un figlio, Joshua Philip Aquino Salvador, ed al cestista James Yap, con il quale ha un altro figlio, James Aquino Yap Jr.

### L'attentato e la morte
(Benigno Aquino Jr., in un'intervista rilasciata a San Francisco nel 1983)
Benigno Aquino fu assassinato il 21 agosto 1983 all'Aeroporto Internazionale di Manila, a Parañaque, con un colpo d'arma da fuoco alla nuca mentre sbarcava dall'aereo che lo riportava in patria dagli Stati Uniti alla fine del suo esilio. Quel giorno, il governo Marcos gli aveva assegnato una scorta militare avente il compito di arrestarlo non appena atterrato nella capitale. Seppur temuto da alcuni suoi sostenitori, fu un evento straordinario che ebbe enorme influenza negli avvenimenti a venire. Successivamente fu effettuata un'investigazione che portò all'accusa di omicidio nei confronti di alcuni ufficiali militari, i quali furono assolti dalla corte del Sandiganbayan. In seguito alla caduta di Ferdinand Marcos per via della rivoluzione del Rosario, il governo Aquino organizzò una seconda serie di indagini che culminò nell'accusa di omicidio nei confronti di sedici soldati ed alla loro condanna all'ergastolo. Ciononostante, diversi di essi furono scarcerati nel corso degli anni e l'ultimo gruppo di accusati fu liberato nel marzo 2009.
Nella piazzola dell'aeroporto era presente anche il suinicoltore Rolando Galman, il cui corpo fu ritrovato privo di vita accanto a quello di Aquino alcuni istanti dopo gli spari. L'amministrazione di Marcos accusò Galman di essere stato l'assassino, nonché di essere collaboratore del Partito Comunista delle Filippine.
Pablo Martinez, soldato accusato dell'assassinio dell'ex senatore, puntò inizialmente le proprie accuse su Galman ma successivamente cambiò versione ed indicò Eduardo Cojuangco Jr. come vero mandante dell'omicidio. Quest'ultimo era cugino della moglie di Aquino, Corazon, e fu sospettato di aver architettato il piano all'insaputa di Marcos, mentre quest'ultimo recuperava le proprie forze a seguito di un delicato trapianto renale.

## Onorificenze
Personalmente è stato insignito di: